# Zeisehallen

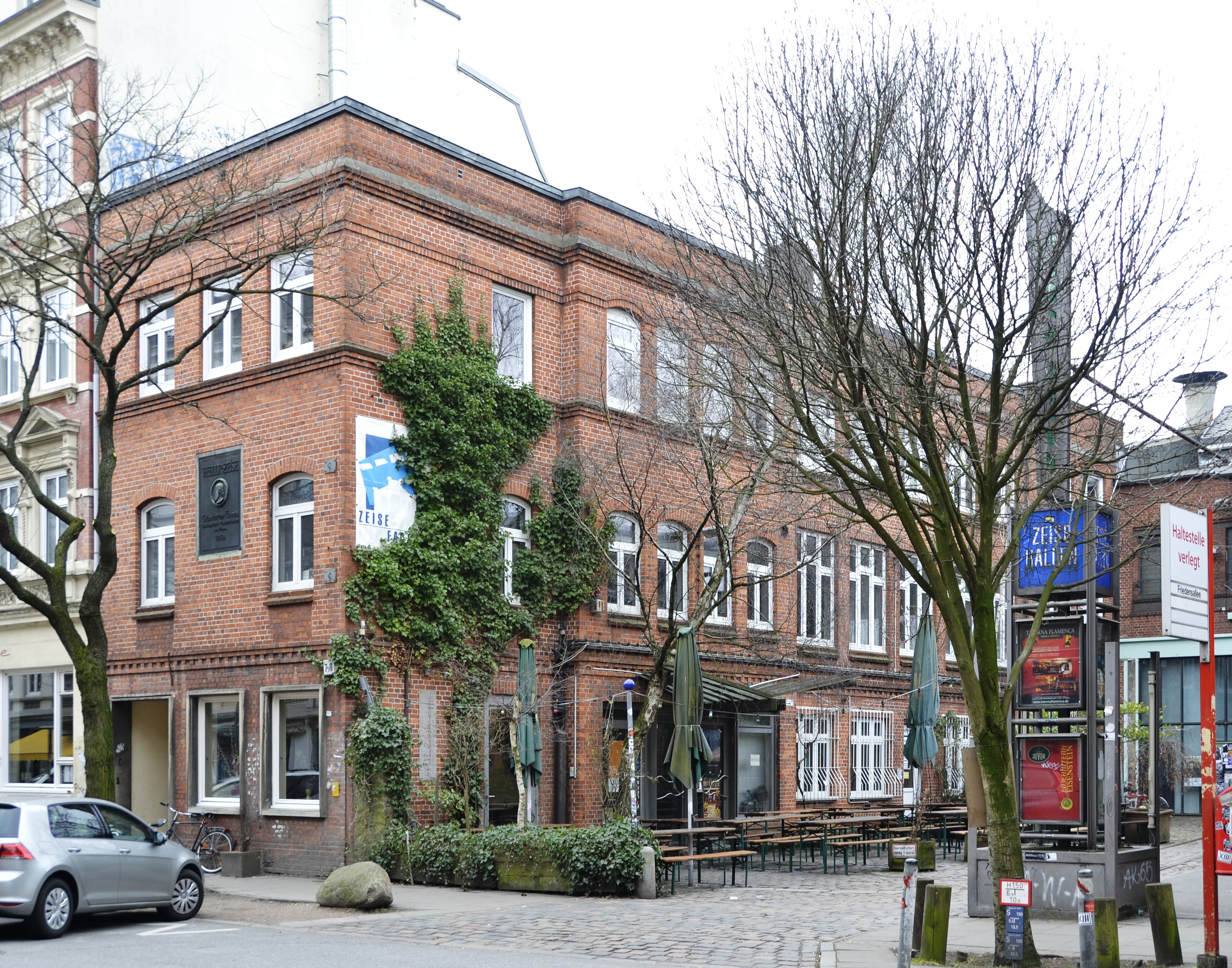
Außenansicht der Zeisehallen

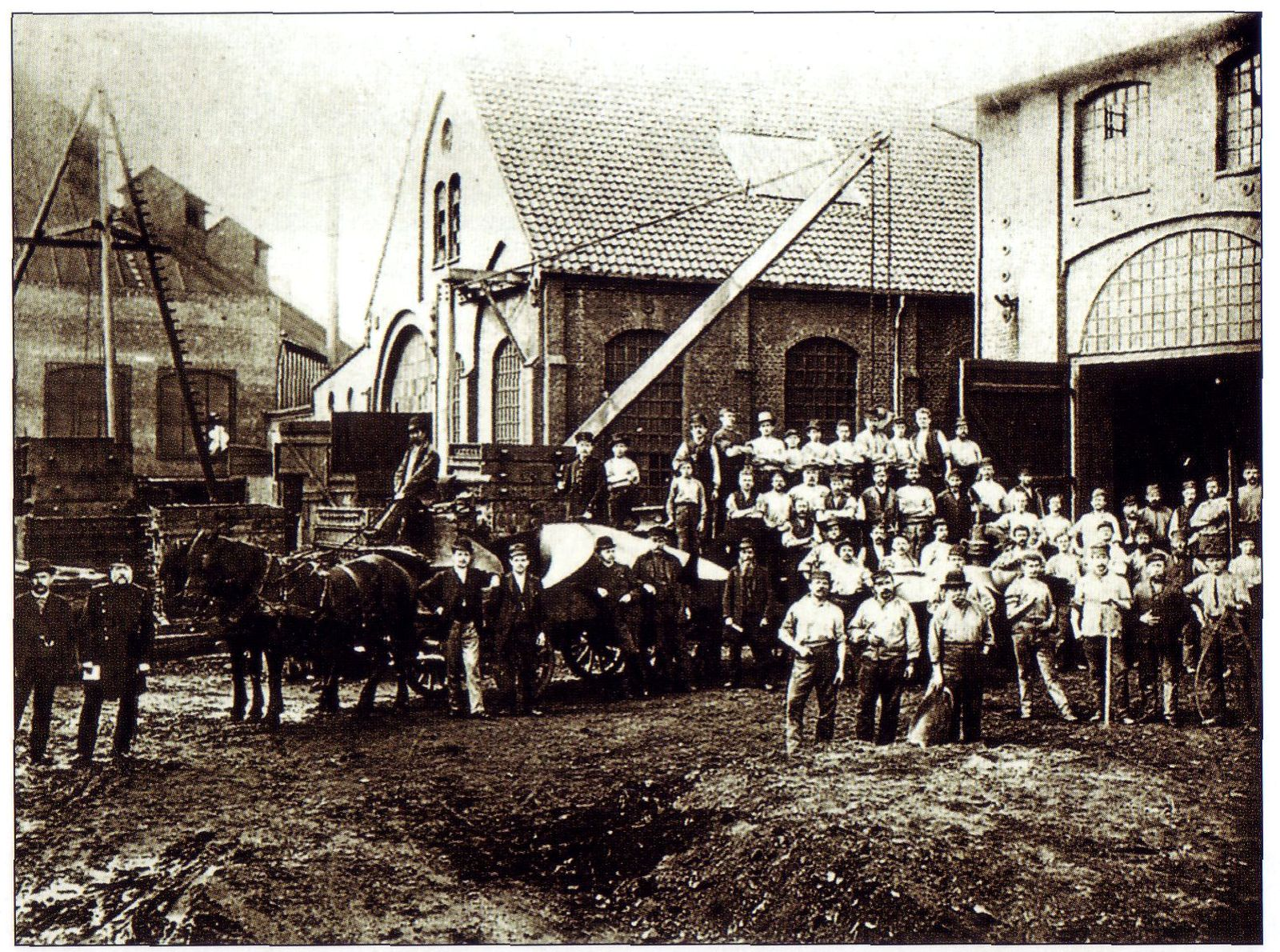
Schiffsschraubenfabrik Zeise um 1900

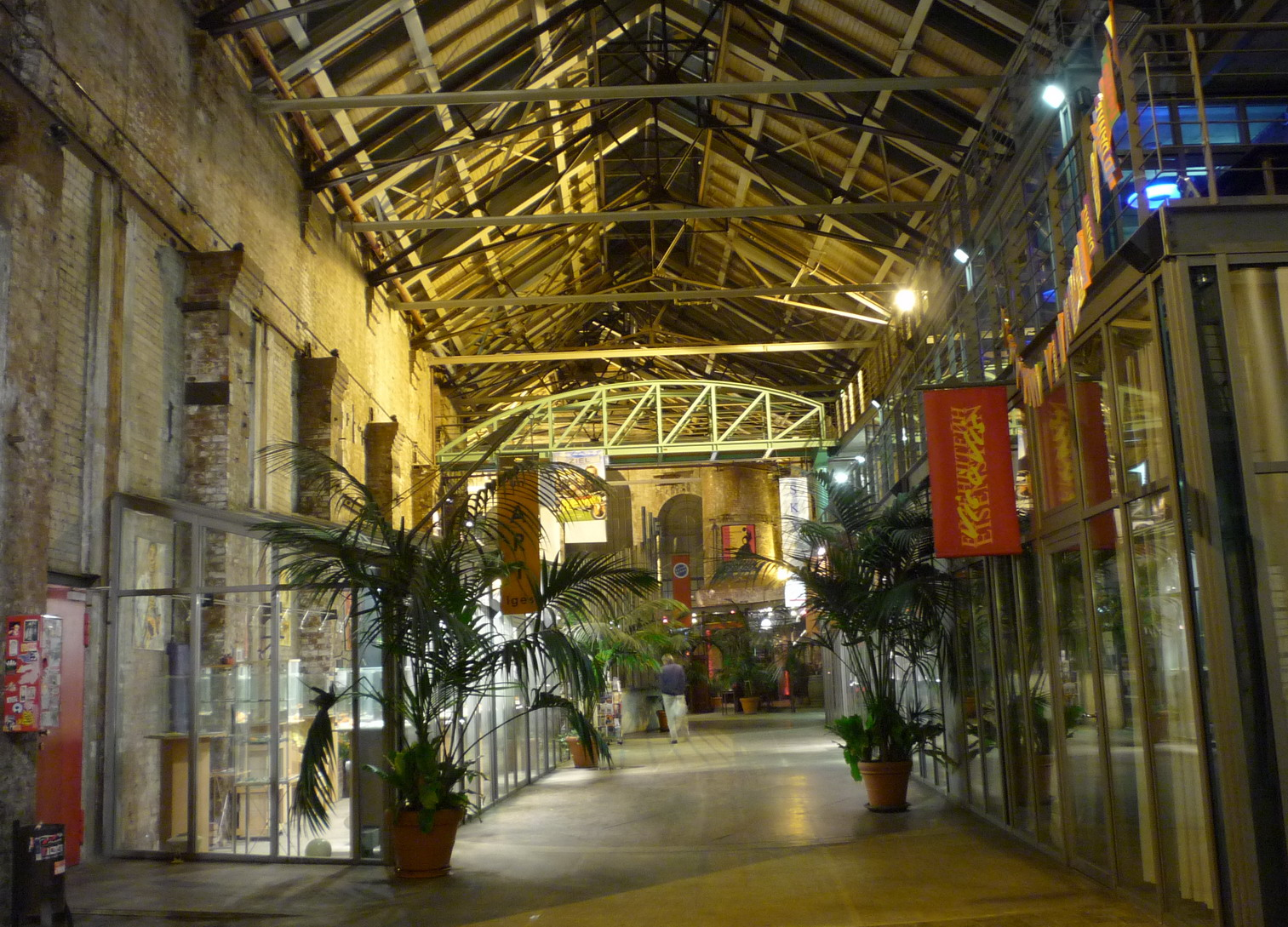
Innenansicht der Zeisehallen

Die Zeisehallen sind ein historischer Gebäudekomplex in Hamburg-Ottensen, der ursprünglich als Fabrik zur Herstellung von Schiffsschrauben errichtet wurde und der heute als Event- und Kulturzentrum genutzt wird.

## Geschichte

### Schiffsschraubenfabrik
Die Zeisehallen wurden als Werkhallen der Schiffsschraubenfabrik Zeise gebaut. Die nördliche Halle und die Verwaltungsgebäude plante der Architekt F. Beyerstedt, Baubeginn war 1882, eine größere Erweiterung folgte 1898. Im Jahre 1901 ergänzte man die Anlage um die von den Architekten Schaar & Hinzpeter geplante südliche Halle. Teile der Gebäude erhielten 1923 eine neue Backsteinfassade, entstandene Kriegsschäden wurden 1948 bis 1950 beseitigt.
Die Krise im Schiffsbau führte dazu, dass die Zeise-Fabrik 1979 insolvent ging und die Hallen mehrere Jahre leer standen und verfielen. 

### Medien- und Kulturzentrum
Für die Neunutzung wurde das Konzept eines Film- und Medienzentrum ausgearbeitet und ab 1985 mit einem umfangreichen Umbau begonnen, dessen letzte Abschnitte erst 1993 beendet wurden. Die nördliche Halle erhielt ein Restaurant und Einrichtungen für Film und Theater, die südliche Halle wurde in eine Passage mit Läden, Kino und Büros umgebaut. Das ehemalige Werk II behielt seine charakteristische Backsteinfassade, wurde aufgestockt und für Unternehmen der Medienbranche und gastronomische Nutzung umgebaut.
An die ehemalige industrielle Nutzung wird an vielen Stellen erinnert, so durch bewusst unaufgearbeitetes Mauerwerk, Reste eines Brückenkrans, einen Schornsteintorso und eine der in den Fußboden eingelassenen Schrauben-Gussformen.
Heute beherbergen die Zeisehallen die zeise kinos, das Institut für Theater, Musiktheater und Film der Universität Hamburg, 
die Filmschule Hamburg, filmtechnische Betriebe, Medien-Unternehmen, Filmproduktionsgesellschaften und Verleihfirmen, zwei Buchverlage, eine Buchhandlung, eine KiTa, sowie kleine Galerien, mehrere Läden und Restaurants.